# Vörösterror

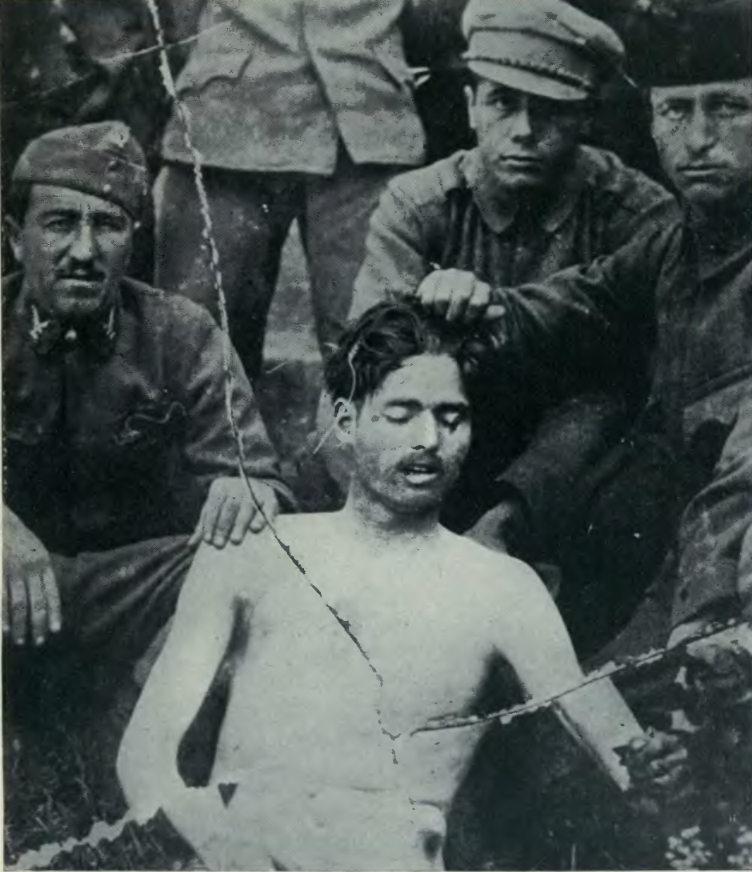
A vörösterror egy áldozata, illusztráció Tormay Cécile An Outlaw's Diary című angol nyelven is megjelent művéből

A vörösterror kifejezésen a kommunista mozgalom szimpatizánsai („vörösök”) által elkövetett nagyobb méretű, politikai indíttatású (ideológiai ellentétek által megalapozottan, rivális hatalmi csoportok tagjai ellen elkövetett) erőszakhullámokat értjük. A kifejezés eredeti jelentése az oroszországi polgárháborúhoz kapcsolódik, Magyarországon azonban elsősorban a Magyarországi Tanácsköztársaság alatt elkövetett atrocitásokat értjük rajta. Tágabb értelemben ideértik a spanyol polgárháború során a köztársasági kormányzathoz és a kommunistákhoz fűződő kivégzéseket is.
A vörösterror kifejezést később tágabb értelemben kezdték használni minden, kommunisták vagy velük  kapcsolatba hozott csoport által végrehajtott erőszakos akcióra. Ide számítják a „kulturális forradalom” ideje alatti eseményeket Kínában vagy a Vörös Khmer által végrehajtott népirtást.

## Az orosz polgárháborúban
Az oroszországi polgárháború idején az ellenforradalmároknak nevezett személyek ellen végrehajtott tömeges letartóztatási és deportálási hullám ismertebb neve. A bolsevikok tervelték ki és hajtották végre, válaszul a Mojszej Urickij (a pétervári Cseka (oroszul ЧК – чрезвыча́йная коми́ссия) vezetője) ellen elkövetett sikeres merényletre, és a Lenin elleni, Fanni Jefimovna Kaplan által 1918. augusztus 30-án végrehajtott merényletkísérletre. A tény, hogy a két merényletkísérlet egyszerre történt, azt sugallta, hogy valamilyen szervezettebb mozgalom állhatott mögöttük, talán a „fehérek”, akik a polgárháborúban a Vörös Hadsereg ellen harcoltak. A bolsevikok ezért további merényletkísérletektől és szabotázsakcióktól tartva (vagy legalábbis erre hivatkozva) megelőző csapás mellett döntöttek. Már szeptember 3-án megjelent az Izvesztyijában a „Felhívás a munkásosztályhoz” c. cikk, amelyben az ellenforradalmi erők szétzúzásáról írtak. Az év hátralevő részében az áldozatok száma elérte a tízezret. 1921-re már hetvenezer embert börtönöztek be.
Történészek, mint Mihail Voszlenszkij és Gunnar Heinsohn azzal vádolták Lenint, hogy a forradalom és a szocialista rend felépítése számtalan áldozatot követelt. Voszlenszkij ezek számát legkevesebb 13 millióra teszi, Heinsohn 4 millióról ír. Számos szerző, köztük Hannah Arendt, Karl Popper, Friedrich August von Hayek és Zbigniew Brzezinski, azzal vádolják Lenint, hogy már a forradalom előkészítésekor az elitér káderpártról alkotott koncepciójával legalábbis megkönnyítette a szovjet rendszer totálissá válását. Egyes történészek csak a bolsevikok által kivégzett doni és kubányi kozákok számát több tízezer és félmillió közé teszik, a kozákokkal való bolsevik bánásmódot népirtásnak tekintve. A túszszedés és letartóztatás a külföldi hadifoglyokat is érintette: a szovjet-orosz kormány – válaszul az 1920-as népbiztos-perekre – magyar hadifogoly tiszteket vett őrizetbe, és csak a Tanácsköztársaságot működtető személyek szabadon bocsátása ellenében engedélyezte hazatérésüket.
A bolsevikokkal szemben álló „fehérek” nagyjából egy időben hajtották végre tisztogató akciójukat, a fehérterrort.
A vörös- illetve fehérterror áldozatainak pontos számát nem lehet tudni, ugyanis az 1897-es orosz birodalmi cenzus és az 1926-os szovjet népszámlálás között csak részleges demográfiai adatokat ismerünk. A vörösterror áldozatainak száma nagyobb lehetett, ugyanis a bolsevikok a polgárháborús győzelmek után is folytatták a megtorlást.

## A Magyarországi Tanácsköztársaság alatt

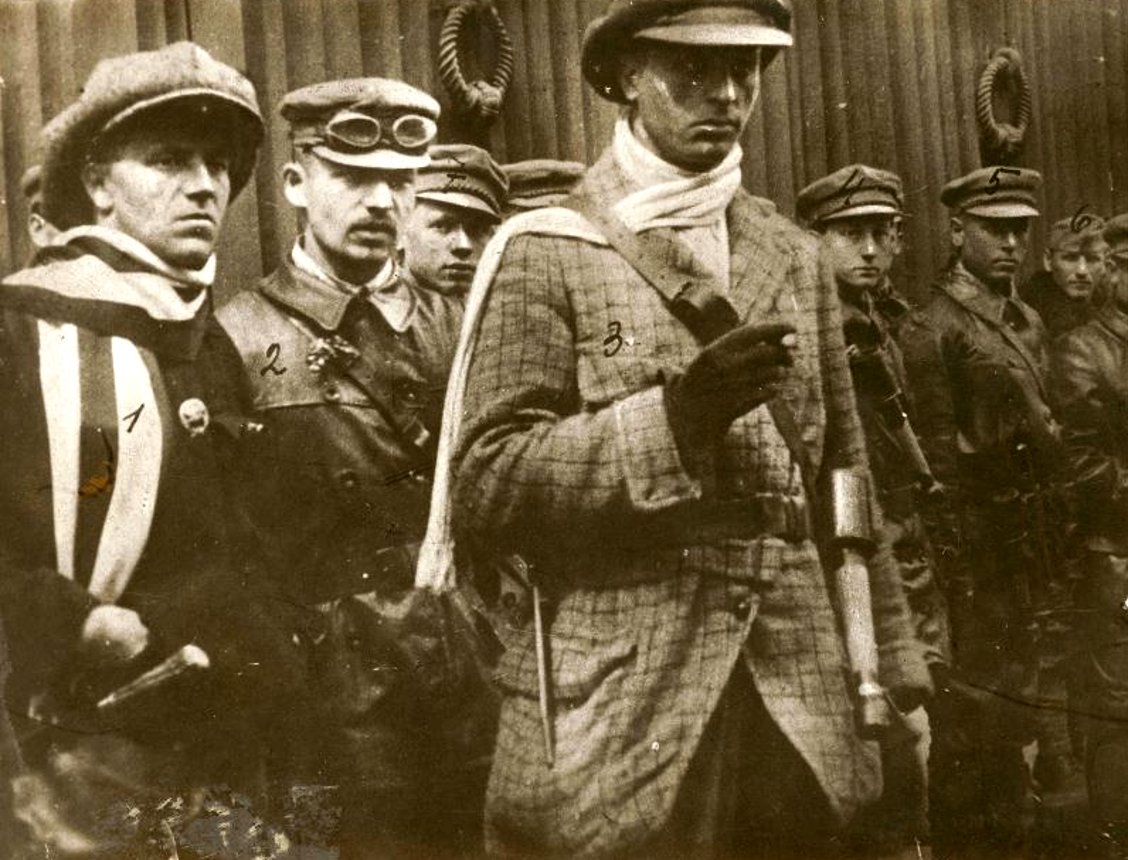
Cserny József terrorlegényei élén

A Tanácsköztársaság ideje alatt (1919) erőszakos jellegükben az oroszországi eseményekhez hasonló atrocitások történtek. Ezek nem maradtak ideológiai megalapozás nélkül, amit főképp Szamuely Tibor és Lukács György népbiztosok végeztek, és ők voltak a Kormányzótanácsban a terrorisztikus eszközök bevetésének legkitartóbb támogatói. A kormányzótanács megosztott volt az új rend vélt vagy valós ellenségeivel szemben alkalmazott szervezett erőszak tekintetében. A szociáldemokrata politikusok nagy része ilyen intézkedéseket nem támogatott, a kommunisták azonban igen.
Szamuely és a vele egy véleményen lévők politikai háttámogatásával Cserny József vezetésével 200 fős különítményt állítottak fel, akik „Lenin-fiúk”nak nevezték magukat. Hírhedt páncélvonatukon járták az országot és mindenütt felléptek, ahol a tanácsrendszert veszélyeztető megmozdulásokat sejtettek. Ezen kívül, főleg Budapesten több kommandót állítottak fel, ezek eszközeikben szintén nem válogattak: Teréz körúti főhadiszállásukról rendszeresen jártak „rekvirálni” a kiszemelt lakásokból, preventív célból túszokat szedtek a polgári lakosság köréből; vélt ellenségeiket elfogták és megkínozták.A vidéki lakosságot különösen érzékenyen érintette a proletárdiktatúra harcos egyházellenessége. A Budapestről érkező agitátorok nemegyszer provokatívan léptek fel, nemcsak kilátásba helyezték, hogy a templomokból mozikat csinálnak, valamint hogy a nőket „kollektivizálják”, hanem tettlegesen is bántalmazták, kézigránáttal felfegyverzett különítményeik szétkergették a miséző gyülekezetet. A vörösterror halálos áldozatainak számát 300-600 közé teszik különféle források, dr. Váry Albert 1922-ben kiadott, A vörös uralom áldozata Magyarországon c. könyve 590 halálos áldozatot dokumentál.

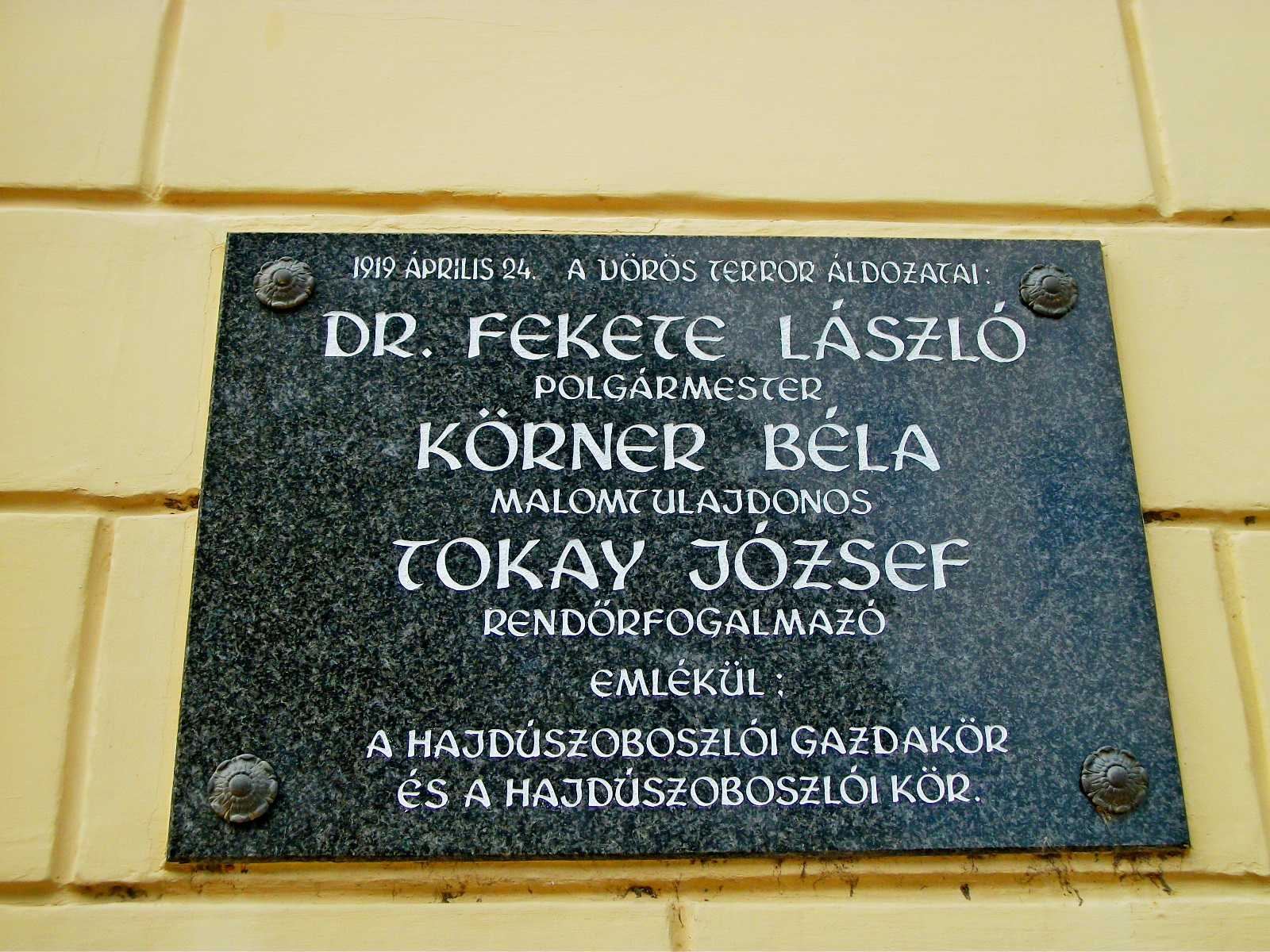
Áldozatok emléktáblája Hajdúszoboszlón

Számos bűntényről maradt fenn beszámoló.

E félig-meddig reguláris vörös osztagok (a Lenin-fiúk csak egy volt ezek közül, de a leghírhedtebb) tevékenysége miatt a kormány is megosztott volt. Végül a szociáldemokrata többség hatására a Kormányzótanács is a vörösterror elítélése, „gyilkosságoknak” minősítése és az osztagok lefegyverzése mellett döntött:
A törvények és rendeletek ellenére végrehajtott ítéletek és elsősorban azok a minősíthetetlen gyilkosságok, amelyeket egyesek, vagy a kormánytól nem engedélyezett, sem a hadsereghez, sem a Vörös őrséghez nem tartozó szabadcsapatok vagy önkényeskedők követtek el: bűnös cselekmények voltak elsősorban a forradalom törvényei ellen, ezek a forradalom tisztaságát mocskolták be, ezekért a forradalom és forradalmárok felelősséget nem vállalnak 

## Lásd még
- Fehérterror
- A vörösterror áldozatai
- Vörös Khmer